# Johanniterkommende Langewische
Langewische war eine Kommende des Johanniterordens im Kirchspiel Stollhamm in Butjadingen.

## Lage
Die Kommende lag in den butjadinger Wischen. Trotz des Namens vermutlich nicht bei Wisk im Nordosten, sondern entlang des von Norden nach Süden verlaufenden fünf Kilometer langen Burgweges im Westen von Stollhamm. Die circa 30 dazugehörigen Wurten sind noch heute zu erkennen.

## Geschichte
Die erste urkundliche Erwähnung als Kommende war 1319 im Groninger Vergleich, in dem es unter dem Namen Langewick zu den friesischen Johanniter-Ordenshäusern gezählt wird. Der Ort wurde erstmals bereits 100 Jahre zuvor erwähnt, als ein Rüstringer Richter namens Ziazo de Langawisc den Ort in einem Vertrag mit Bremen vertrat. Die Fläche des Wirtschaftslandes betrug etwa 800 Hektar. Wie viele der Höfe von Johannitern bestellt wurden, ist unbekannt. Der Ort wurde vermutlich in Folge einer der zahlreichen Sturmfluten im 14. Jahrhundert aufgegeben. Die Clemensflut von 1334 könnte insbesondere Anlass für eine Verlegung nach Roddens gewesen sein, das 1424 zum ersten Mal in Erscheinung tritt.